# José Proto García
José Proto García Rivas (25 de octubre de 1908 en  Guadalajara, Jalisco, México - † Guadalajara, Jalisco, México) fue un contador y comerciante mexicano que fungió como presidente del Club Deportivo Guadalajara en el período de 1933 a 1934. También fue parte del equipo de béisbol de la institución rojiblanca.

## Biografía
Nació el 25 de octubre de 1908 en la ciudad de Guadalajara, Jalisco, México, siendo el segundo hijo del matrimonio formado por Pablo García Ceja y María Refugio Rivas Martínez. Se casó con Beatriz Tiche Mejorada de García.
Fue contador de profesión y se dedicó al comercio, siendo trabajador y representante de la compañía García Rivas Hermanos, S. A. En el ámbito deportivo se desempeñó como miembro del Club Deportivo Guadalajara desde la década de los años 1920s, y fue jugador de béisbol, deporte donde generalmente se desempeñaba en la posición de jardinero izquierdo.
En 1933 asumió el cargo de presidente del club, posición donde permanecería hasta 1934. Además de ser presidente, también ocupó otros puestos administrativos en la institución rayada, fue sub-tesorero en la administración de Everardo S. Espinosa de 1929 a 1930, y secretario en la administración de José Fernando Espinosa de 1935 a 1936 y en la de Ramiro Álvarez Tostado de 1936 a 1937.